# Play (álbum de Pedro Suárez-Vértiz)
Play  es el cuarto álbum de estudio de Pedro Suárez-Vértiz, lanzado en 2004.
Su tema «Bailar» fue tres veces nominado a los premios Orgullosamente Latino en ese año.
Fue editado en 2006 para su distribución en países europeos como Alemania, Suiza y Austria.

## Lista de canciones
Todas las canciones fueron compuestas por Pedro Suárez-Vértiz.

| N.º | Título                     | Duración |  |
| 1.  | «Cuando pienses en volver» | 4:17     |  |
| 2.  | «Buscando razón»           | 3:57     |  |
| 3.  | «La española»              | 4:03     |  |
| 4.  | «Qué oscuridad»            | 4:28     |  |
| 5.  | «Lo olvidé»                | 3:58     |  |
| 6.  | «Como las mariposas»       | 3:49     |  |
| 7.  | «Bailar»                   | 4:19     |  |
| 8.  | «Su lengua baila»          | 3:45     |  |
| 9.  | «Mi querida maestra»       | 4:29     |  |
| 10. | «Anticuerpos de la noche»  | 3:27     |  |
| 11. | «Dos mañanas»              | 3:37     |  |
| 12. | «Los niños se enamoran»    | 3:24     |  |

## Premios y nominaciones
| Año  | Premio                       | Categoría       | Resultado   | Ref.  |
| ---- | ---------------------------- | --------------- | ----------- | ----- |
| 2005 | Premios Luces de El Comercio | Mejor disco pop | Desconocido | [ 4 ] |